# Салтыков, Виталий Викторович
Вита́лий Ви́кторович Салтыко́в (род. 9 декабря 1970) — российский актёр, режиссёр, телеведущий.

## Биография
В школьные годы участвовал в деятельности литературного клуба «Пегасик». Окончил ЛГИТМиК (курс А. Д. Андреева), Петербургскую консерваторию им. Н. А. Римского-Корсакова.
Работал в ТЮЗе им. Брянцева. На телеканале «Культура» вёл цикл познавательных передач — «Русский стиль», «Старая подшивка».
Основатель и главный режиссёр Театра имени И. С. Шмелева (Москва)
В настоящее время руководит также студией «Equilibrium».
Основатель и руководитель благотворительного проекта «Антресоль»
21 декабря 2012 года у Виталия родилась дочь Клара, мать ребёнка — актриса Инга Оболдина.
Фильм Салтыкова «Чувствовать» участвовал в конкурсной программе XXVIII международного кинофестиваля «Окно в Европу». Картина также примет участие в основном международном конкурсе игровых фильмов Шанхайского  кинофестиваля, который пройдет в июне 2020 года.

## Творчество
…его амплуа — мерцающее, редкое. Салтыков — лирик, но не меланхолически-чахлый, он лирик светлый, пушкинского полёта.— Е. Строгалева

### Роли в театре
ТЮЗ имени А. А. Брянцева
- «Соната счастливого города» — Соловей
- «Все мыши любят сыр» — Мартон
- «Леший» — Вафля
- «Любовь к одному апельсину» — Пёс
- «Рождество 1942 года, или Письма о Волге»

театр «Приют комедианта»
- «PRO Турандот» (реж. А. Могучий) — Евнух
- «Сбитый дождём» (реж. Г. Стрелков)

театр им. В. Ф. Комиссаржевской
- «Любящий тебя Достоевский» (реж. Иван Латышев) — Достоевский

ФМД-театр
- «На Европу смотрю как зверь» — Достоевский

Формальный театр Андрея Могучего
- Между собакой и волком

театр «Апартэ»

### Роли в кино и сериалах
- 2000 Империя под ударом — революционер
- 2000 Начало века : 1-я серия
- 2002 Долго и счастливо : 11-я серия
- 2002 Улицы разбитых фонарей−4 — официант
- 2003 Герой дня : 8-я серия
- 2003 Улицы разбитых фонарей−5 — Егор
- 2005 Братва : 1-я серия — сельский участковый
- 2005 Вепрь — эпизод
- 2006 Лабиринты разума — Альберт
- 2006 Эйнштейн : 13-й фильм
- 2007 Гонка за лидером : Фильм 1-й, серии 3, 4
- 2007 Гончие — Юрий Битов
- 2007 Женская доля : Фильм 2-й, серия 4
- 2007 Лабиринты любви
- 2007 Мушкетёры Екатерины — Глеб Медведев
- 2008 Время земляники — Миша
- 2008 Гончие-2 — Юрий Битов
- 2008 До первой крови : 1-й фильм
- 2008 На грани безумия : 3-й фильм
- 2010 Большие ставки : 2-й фильм
- 2010 Братство народов : 1-й фильм
- 2010 Гончие-3 — Юрий Битов
- 2011 Вендетта по-русски : Фильм 2-й
- 2011 Государственная защита-2 — Олег, автомеханик, бывший опер
- 2011 Сплит — Михаил Борисович Розанов, преподаватель химии
- 2012 Гончие-4 — Юрий Битов
- 2012 Катерина. Другая жизнь — Малышев
- 2012 Личный контакт : Фильм 1-й
- 2013 Гончие-5 (в производстве) — Юрий Битов (главная роль), директор частного сыскного агентства «Аркан», бывший сотрудник УБОП

### Режиссёр, сценарист
- 2011 «Куда течёт море» — Первый российский фильм, попавший в финал Манхэттенского фестиваля короткометражного кино.
- 2011 «Куда течёт море» — Победа на кинофестивале в Форли (номинация «MOVIE»).
- 2014 шоу «R&G»
- 2014 спектакль «Шмелев. Редкости. Мел» — Победа на фестивале «Левый берег» (Москва)
- 2015 шоу «Аморе»
- 2015 цирковой спектакль «Бал у Чинизелли» — Цирк Чинизелли на Фонтанке (Санкт-Петербург)
- 2016 цирковой спектакль "Пусть всегда будет солнце " (бенефис н. а. Советского Союза Олега Попова)- Цирк Чинизелли на Фонтанке (Санкт-Петербург)
- 2016 шоу «Гравитация»
- 2017 спектакль «Шмелев. Редкости. Бумага»
- 2020 к/ф «Чувствовать»

## Награды и признание
- Премия им. В. Стржельчика
- Приз зрительских симпатий общества «Театрал»
- Номинация премии «ТЭФИ» — программа «Русский стиль» (телеканал «Культура»)
- Гран-при Фестиваля русского искусства (Ницца)
- Премия «Золотой софит» (2000)[7] в номинации «Лучшая роль второго плана» — за роль Ильи Ильича Дядина в спектакле «Леший» Театра юного зрителя им. А. А. Брянцева
- Премия «Золотой Софит» (2001) в номинации «Лучший актёрский ансамбль» — за спектакль «Рождество 42-го или письма о Волге» ТЮЗ им. Брянцева
- Премия «Золотая маска»[источник не указан 4525 дней].
- Номинант международной премии «Мастер» (2016) в номинации «Лучшая цирковая режиссура» за спектакль «Бал у Чинизелли» в Цирке Чинизелли на Фонтанке
- Премии «Лучший спектакль» и «Лучшее музыкальное оформление» — фестиваль «Левый берег» (Москва) за спектакль «Шмелёв. Редкости. Мел» (Театр Шмелева)